# The Return of the King (film 1980)
The Return of the King è un film di animazione per la TV britannico diretto da Jules Bass e Arthur Rankin Jr. È un adattamento del romanzo Il Signore degli Anelli di J. R. R. Tolkien. Il film è inedito in Italia. 

## Trama
Mentre Frodo e Sam sono in viaggio per raggiungere il Monte Fato e distruggere l'Unico Anello, forgiato da Sauron l'Oscuro Signore di Mordor, i loro amici - una volta erano insieme come "Compagnia dell'Anello", ma ora si sono divisi -, Aragorn, Legolas e Gimli, combattono per la libertà della Terra di Mezzo, contro le forze oscure del malvagio Sauron.

## Produzione
Il film è stato creato dallo stesso team che aveva lavorato nel film del 1977 The Hobbit.
Non è considerato il naturale proseguimento del film del 1978 Il Signore degli Anelli realizzato dal regista Ralph Bakshi. Questo, a causa della mancanza di finanziamenti, era stato interrotto dopo la battaglia del Fosso di Helm, mentre Il ritorno del re riprende la storia dove si era interrotta con Lo Hobbit, e offre un breve riepilogo ampiamente riadattato degli eventi dei primi due libri della trilogia tolkeniana, La Compagnia dell'Anello e Le due torri.
Anche lo stile di realizzazione è più simile a quello de Lo Hobbit che a quello de Il Signore degli Anelli, che era stato realizzato con il rotoscopio.

## Distribuzione
Il film è stato distribuito dalla Rankin/Bass Productions come speciale TV nel 1980.  È stato distribuito sia in VHS sia in DVD.